# 天壇大仏
天壇大仏（てんだんだいぶつ、中国語: 天壇大佛）は、香港新界のランタオ島昂坪にある宝蓮寺の大仏。香港の仏教の中心地であり、観光名所でもある。

## 概要
1993年12月29日完成。高さ34メートル、重量は250トンを超え、202の銅片で組み立てられている。
大仏のある高台へ登るには268段の階段を登るか、小さく曲がりくねった車道を通らなければならない。